# Bourg-en-Bresse
Bourg-en-Bresse (pronunciado /buʁ.k‿ɑ̃ bʁɛs/ o /buʁɑ̃bʁɛs/) es una ciudad y comuna francesa, capital del departamento de Ain, de la región de Auvernia-Ródano-Alpes. 
Los habitantes se llaman burgiens.

## Geografía
Capital de la antigua provincia de la Bresse, Bourg-en-Bresse se beneficia de su posición a medio camino entre Ginebra y Lyon. Ya fuera de los macizos del Jura, situados más al este, el terreno llano propicia la existencia de buenas comunicaciones por carretera y ferrocarril (incluyendo TGV). Los importantes aeropuertos internacionales de Ginebra y Lyon están a menos de cien kilómetros de Bourg.

## Demografía
| 6 533 | 6 984 | 7 417 | 8 132 | 8 996 | 9 528 | 10 219 | 10 308 | 12 068 | 11 676 | 14 052 | 13 733 | 14 280 | 15 692 | 18 233 | 18 113 | 18 968 | 18 501 | 18 887 | 20 045 | 20 545 | 20 191 | 20 364 | 23 117 | 24 746 | 25 944 | 26 699 | 32 596 | 37 887 | 42 181 | 41 098 | 40 972 | 40 666 | 40 506 | 39 882 | 40 819 | 41 248 |
| Para los censos de 1962 a 1999 la población legal corresponde a la población sin duplicidades (Fuente: INSEE [Consultar]) |       |       |       |       |       |        |        |        |        |        |        |        |        |        |        |        |        |        |        |        |        |        |        |        |        |        |        |        |        |        |        |        |        |        |        |        |

| 1962   | 1968   | 1975   | 1982   | 1990   | 1999   |
| ------ | ------ | ------ | ------ | ------ | ------ |
| 39 061 | 45 893 | 52 464 | 53 463 | 55 784 | 57 198 |

## Economía
Según el censo de 1999, la distribución de la población activa por sectores era:
| agricultura | industria | construcción | servicios |
| ----------- | --------- | ------------ | --------- |
| 0,6%        | 16,7%     | 4,3%         | 78,4%     |

Bourg es famosa por sus pollos.

## Historia
Bourg es la capital de la Bresse, que era una provincia antes de la Revolución francesa.
Se han descubierto ruinas romanas en la ciudad, pero hay pocos elementos que permitan llegar a una datación precisa. A lo que parece, no sería más que una granja galo-romana.
El periodo medieval es mejor conocido. En el siglo X los condes de Bresse construyen un castillo sobre un fortín romano. Hasta el siglo XIII la ciudad pertenecería a los señores de Bagé. Bourg fue elevada al rango de villa franca en 1250. Con el matrimonio de Sibylle de Bagé con Amadeo IV, conde de Saboya, el destino de Bourg se unió al de la casa de Saboya, lo que le procuró una nueva expansión. Al inicio del siglo XV, fue elegida por los duques de Saboya como capital de la Bresse. En 1535, fue tomada por los franceses y recuperada por el duque Manuel Filiberto en 1559. Este la transformó en plaza fuerte, construyendo el fuerte de Saint-Maurice. Así en 1600 la villa resistiría seis meses el sitio de las tropas de Enrique IV de Francia.
Finalmente la villa fue cedida con la Bresse a Francia en 1601, por el tratado de Lyon. María de Médici haría arrasar el fuerte en 1611. Durante la Revolución, la villa tomó el nombre de Épi-d’Or. En enero de 1814, fue saqueada por las tropas austríacas en represalia por su resistencia.

## Administración
El consejo municipal está formado por 43 concejales, elegidos por sufragio universal cada seis años.

### Alcaldes
| Periodo    | Nombre               | Partido |
| ---------- | -------------------- | ------- |
| 1995-2001  | André Godin          | PS      |
| 2001-2008  | Jean-Michel Bertrand | UMP     |
| Desde 2008 | Jean-François Debat  | PS      |

## Patrimonio
- El Real monasterio de Brou fue construido entre 1505 y 1536 por iniciativa de Margarita de Austria (1480-1530), viuda de Filiberto II de Saboya (llamado Filiberto el Hermoso). Es una joya de estilo gótico. La fachada está decorada en estilo renacentista. En este monasterio se encuentra las tumbas de Margarita de Austria, Filiberto II y de su madre Margarita de Borbón.

## Ciudades hermanadas
- Aylesbury (Reino Unido)
- Bad Kreuznach (Alemania)
- Brzeg (Polonia)
- El Kef (Túnez)
- Namur (Bélgica)
- Parma (Italia)
- Córdoba (España)